# Anthems to the Welkin at Dusk
Albums de Emperor
Reverence
(1996) IX Equilibrium
(1999)
Anthems To The Welkin At Dusk est le deuxième album studio du groupe de black metal symphonique norvégien Emperor. L'album est sorti le 8 juillet 1997 sous le label Candlelight Records.
Sur cet album, le groupe a un peu mis en retrait les éléments symphoniques par rapport à l'album précédent, In the Nightside Eclipse.
Le riff de guitare d'ouverture du titre Ye Entrancemperium est tiré d'une chanson sans titre du groupe de black metal Mayhem. De plus, le guitariste Euronymous est crédité comme étant guitariste de session, alors que ce dernier est mort plus de deux ans avant l'enregistrement de l'album.

## Musiciens
- Ihsahn – chant, guitare, synthétiseur
- Samoth – guitare
- Alver – basse
- Trym – batterie

### Musiciens de session
- Euronymous - riff de guitare d'ouverture du titre Ye Entrancemperium

## Liste des morceaux
1. Alsvartr (The Oath) – 4:18
2. Ye Entrancemperium – 5:14
3. Thus Spake the Nightspirit – 4:30
4. Ensorcelled by Khaos – 6:39
5. The Loss and Curse of Reverence – 5:52
6. The Acclamation of Bonds – 5:54
7. With Strength I Burn – 8:17
8. The Wanderer – 2:54